# Goodrich (Michigan)
Goodrich é uma vila localizada no estado americano de Michigan, no Condado de Genesee.

## Demografia
Segundo o censo americano de 2000, a sua população era de 1353 habitantes.
Em 2006, foi estimada uma população de 1650, um aumento de 297 (22.0%).

## Geografia
De acordo com o United States Census Bureau tem uma área de
6,2 km², dos quais 6,1 km² cobertos por terra e 0,1 km² cobertos por água. Goodrich localiza-se a aproximadamente 259 m acima do nível do mar.

## Localidades na vizinhança
O diagrama seguinte representa as localidades num raio de 20 km ao redor de Goodrich.